# Чемпионат мира по настольному теннису 1985

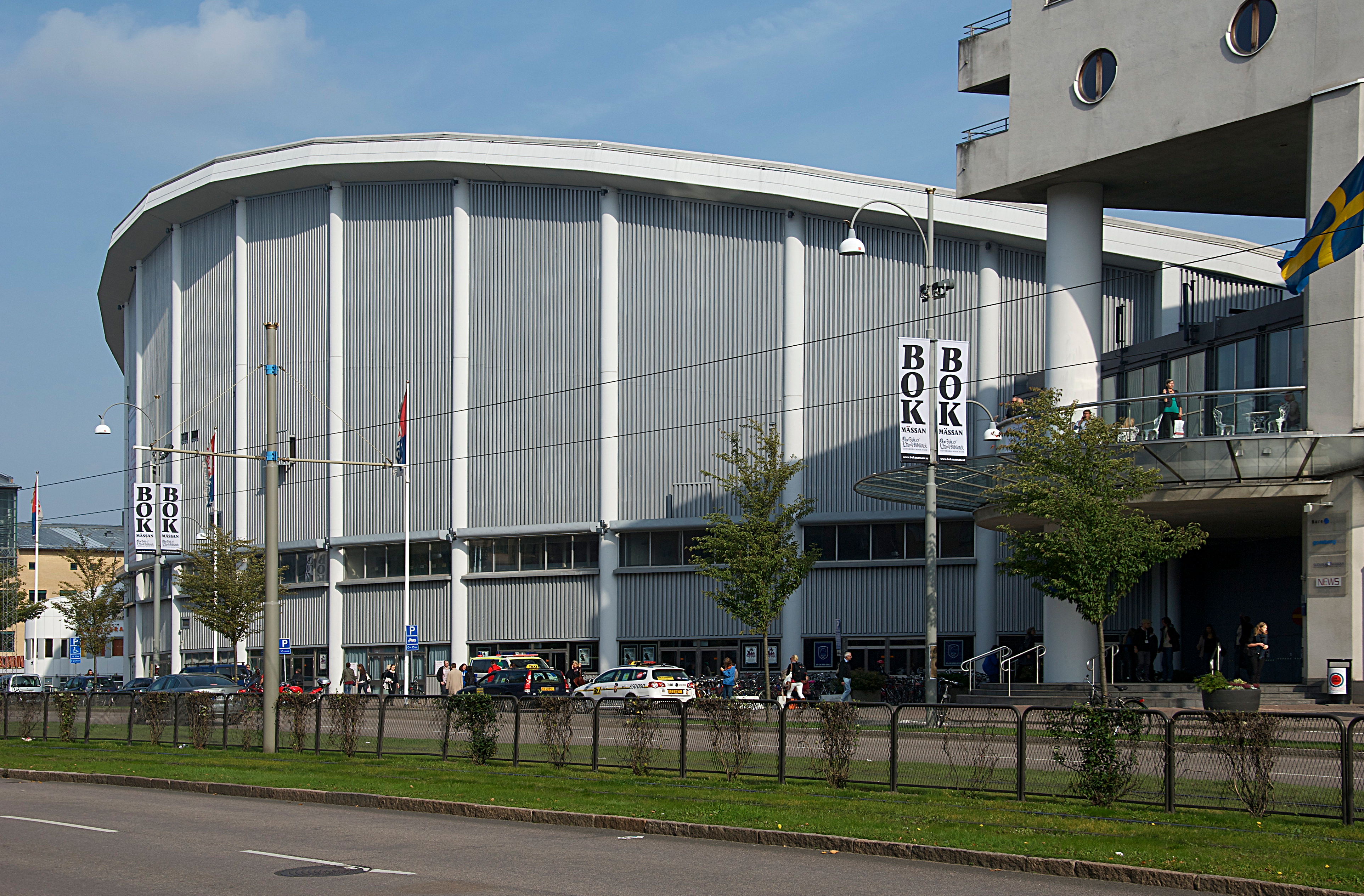
Скандинавиум

Чемпионат мира по настольному теннису 1985 года прошёл с 28 марта по 7 апреля в Гётеборге (Швеция).

## Медали

### Команды
| Пол     | Золото                                                                      | Серебро                                                                                    | Бронза                                                                                     |
| ------- | --------------------------------------------------------------------------- | ------------------------------------------------------------------------------------------ | ------------------------------------------------------------------------------------------ |
| Мужчины | Китай · Чэнь Лунцань · Чэнь Синьхуа · Ван Хуэйюань · Цзян Цзялян · Се Сайкэ | Швеция · Микаэль Аппельгрен · Ульф Карлссон · Ульф Бенгтссон · Эрик Линд · Ян-Уве Вальднер | Польша · Стефан Дрыщель · Анджей Грубба · Анджей Якубович · Лешек Кухарский · Норберт Мних |
| Женщины | Китай · Дай Лили · Гэн Лицзюань · Хэ Чжили · Тун Лин                        | КНДР · Чо Джунхи · Хан Хесон · Пан Чундок · Ли Бун Хи                                      | Республика Корея · Ли Суджа · Ли Сун · Ян Ён Джа · Ён Гёнми                                |

### Спортсмены
| Разряд                   | Золото                           | Серебро                          | Бронза                   |
| ------------------------ | -------------------------------- | -------------------------------- | ------------------------ |
| Мужской одиночный разряд | Цзян Цзялян                      | Чэнь Лунцань                     | Ло Чуаньсун              |
| Мужской одиночный разряд | Цзян Цзялян                      | Чэнь Лунцань                     | Тэн И                    |
| Женский одиночный разряд | Цао Яньхуа                       | Гэн Лицзюань                     | Ци Баосян                |
| Женский одиночный разряд | Цао Яньхуа                       | Гэн Лицзюань                     | Дай Лили                 |
| Мужской парный разряд    | Микаэль Аппельгрен Ульф Карлссон | Милан Орловский Йиндржих Панский | Фань Чанмао Хэ Чживэнь   |
| Мужской парный разряд    | Микаэль Аппельгрен Ульф Карлссон | Милан Орловский Йиндржих Панский | Цай Чжэньхуа Цзян Цзялян |
| Женский парный разряд    | Дай Лили Гэн Лицзюань            | Цао Яньхуа Ни Сялянь             | Цзяо Чжиминь Ци Баосян   |
| Женский парный разряд    | Дай Лили Гэн Лицзюань            | Цао Яньхуа Ни Сялянь             | Гуань Цзяньхуа Тун Лин   |
| Микст                    | Цай Чжэньхуа Цао Яньхуа          | Йиндржих Панский Мария Грахова   | Чэнь Синьхуа Тун Лин     |
| Микст                    | Цай Чжэньхуа Цао Яньхуа          | Йиндржих Панский Мария Грахова   | Фань Чанмао Цзяо Чжиминь |